# Berlandia
Berlandia là một chi nhện trong họ Sparassidae.